# Guilherme Antônio Werlang

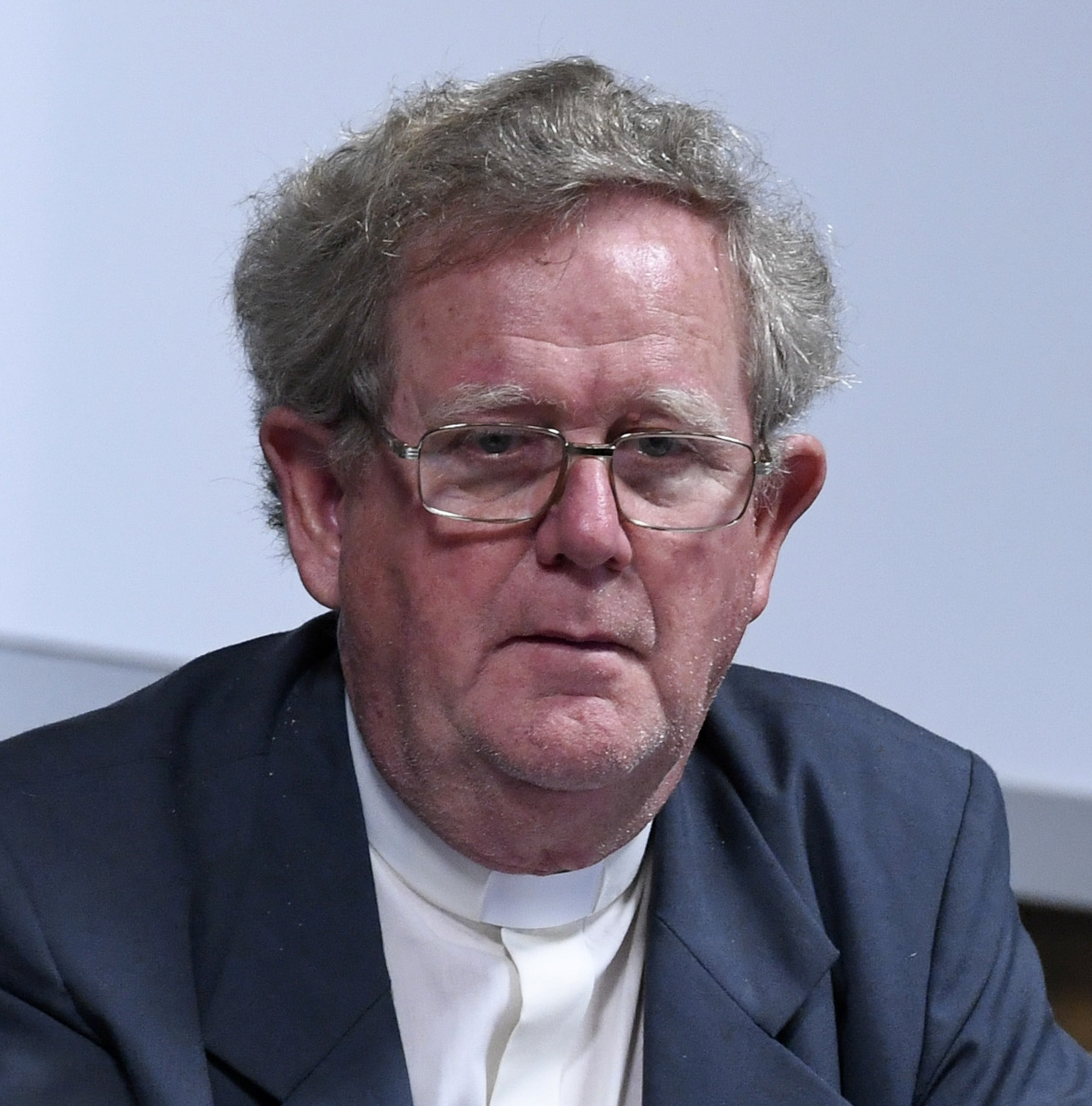
Guilherme Antônio Werlang, 2018

Guilherme Antônio Werlang MSF (* 5. September 1950 in São Carlos, Santa Catarina) ist ein brasilianischer Ordensgeistlicher und römisch-katholischer Bischof von Lages.

## Leben
Guilherme Antônio Werlang trat der Ordensgemeinschaft der Missionare von der Heiligen Familie bei und empfing am 2. August 1979 die Priesterweihe.
Papst Johannes Paul II. ernannte ihn am 19. Mai 1999 zum Bischof von Ipameri. Der Bischof von Januária, Anselmo Müller MSF, spendete ihm am 17. Juli desselben Jahres die Bischofsweihe; Mitkonsekratoren waren Estanislau Amadeu Kreutz, Bischof von Santo Ângelo, und Manoel João Francisco, Bischof von Chapecó. Als Wahlspruch wählte er PARA QUE TODOS TENHAM VIDA.
Am 7. Februar 2018 ernannte ihn Papst Franziskus zum Bischof von Lages. Die Amtseinführung fand am 17. März desselben Jahres statt.